# Suvorovo
Suvorovo (bulharsky Суворово) je město ve východním Bulharsku. Je správním střediskem stejnojmenné obštiny a žije v něm přibližně 5 000 obyvatel.

## Zeměpis
Město leží v jihozápadní části Dobrudžské plošiny v nadmořské výšce 200–300 m. 
Jeho území se vyznačuje mírným kontinentálním klimatem. Vítr vane převážně severní, severovýchodní a severozápadní. To prakticky neumožňuje škodlivé emise z chemických závodů v Devenské nížině. Okolí města patří v Bulharsku k místům s největším počtem slunečných dnů v roce.

## Dějiny

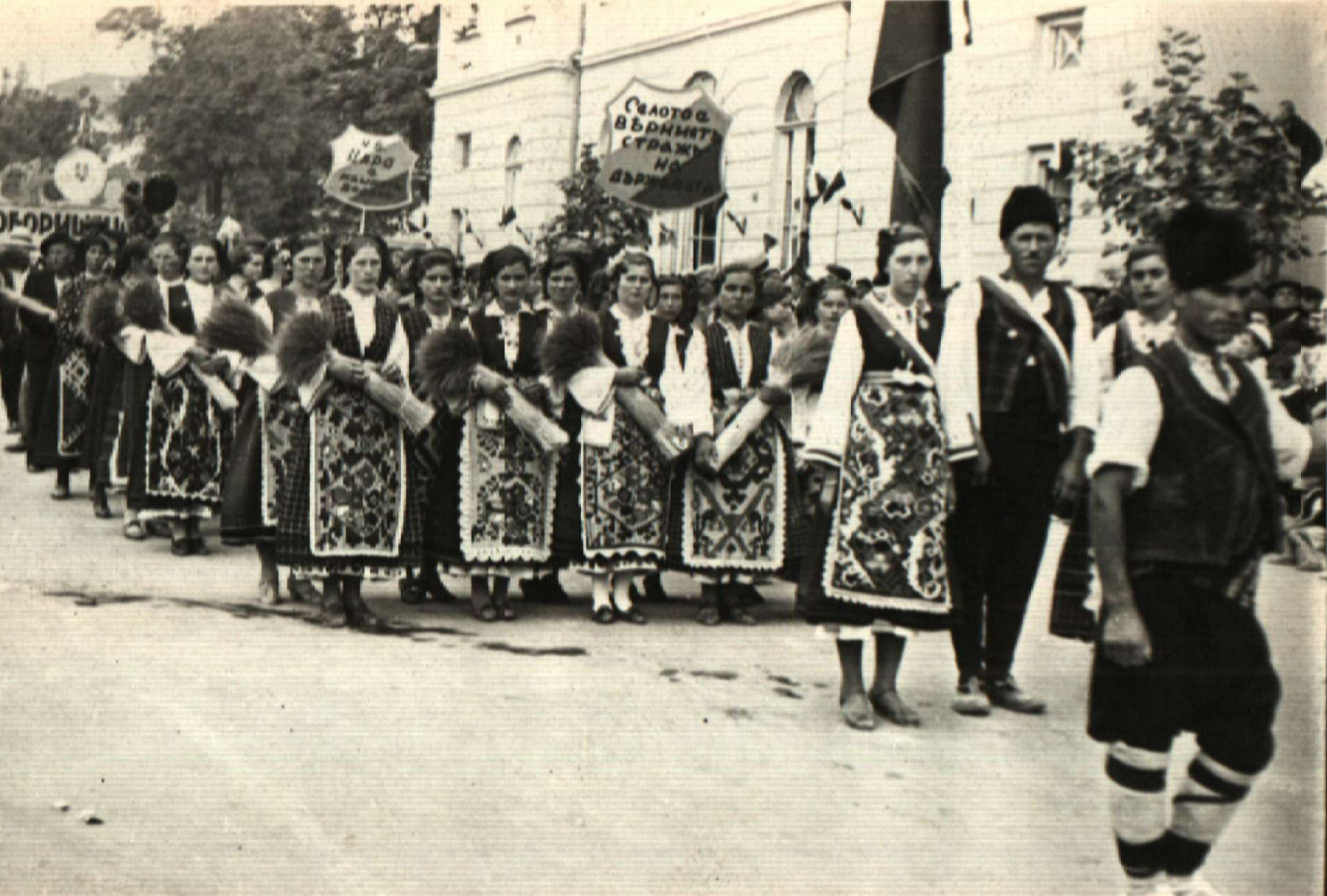
Lidé z Novgradce během festivalu ve Varně 28. srpna 1939

Původní ves se údajně jmenovala Kozica a za osmanské nadvlády byla poturečtěna na Kozluca (Kozludža). Během rusko-turecké války v letech 1768–74 se u Kozludži odehrála důležitá bitva mezi ruskou armádou pod velením Alexandra Suvorova a Michaila Kamenského a tureckou armádou pod velením Hadži Abdura Rezaka. V bitvě zvítězili Rusové, přičemž ztratili 209 mužů a Turci 1200. Tato bitva byla rozhodující pro tažení v roce 1774 a vedla k uzavření smlouvy z Küçük Kaynarca, která kromě územních zisků dala Rusku i právo chránit pravoslavné křesťany na Balkáně.
Po osvobození Bulharska byla v roce 1891 obec začleněna do obštiny Varna. Během druhé balkánské války ji roku 1913 obsadila rumunská armáda. V souvislosti s prací na místním kostele byla obec zmiňována  v roce 1915 v pravidelném tisku. V roce 1934 byla obec přejmenována na Novgradec (Новградец). Po zahájení družstevního hnutí v roce 1948 byla v obci založena pobočka Regionálního družstevního svazu ve Varně. 
Současný název nese obec od roku 1950, kdy byla přejmenována na počest ruského vojevůdce Alexandra Suvorova. Suvorovo je městem od 7. září 1984.

## Hospodářství
V městě je málo průmyslových podniků, což dáno převážně agrárním charakterem hospodářství v okolí města, kde se pěstuje především ovoce a zelenina.
Prochází tudy železniční železniční trať Razdelna–Kardam. Silniční spojení je pouze lokáními silnicemi. Ve městě existuje rozvod vody a elektřiny, je pokryto mobilní sítí.

## Obyvatelstvo
Níže uvedená tabulka ukazuje vývoj populace města od třicátých let (1934–2021):
| Rok      | 1934  | 1946  | 1956  | 1965  | 1975  | 1985  | 1992  | 2001  | 2011  | 2021  |
| Populace | 3 665 | 3 965 | 3 848 | 4 260 | 4 797 | 4 778 | 4 799 | 4 774 | 4 571 | 4 425 |

K 15. červnu 2025 ve městě žilo 5 012 obyvatel a bylo zde trvale hlášeno 5 188 obyvatel. Podle sčítání z 1. února 2011 bylo národnostní složení následující:
- Bulhaři: 2 084 (58.4 %)
- Turci: 959 (26.9 %)
- Romové: 195 (5.5 %)
- ostatní[p 2]: 329 (9.2 %)